# Iphimedia perplexa
Iphimedia perplexa är en kräftdjursart som beskrevs av Myers och Mark J. Costello 1987. Iphimedia perplexa ingår i släktet Iphimedia och familjen Iphimediidae. Inga underarter finns listade i Catalogue of Life.